# Резолюция Генеральной Ассамблеи ООН 48114

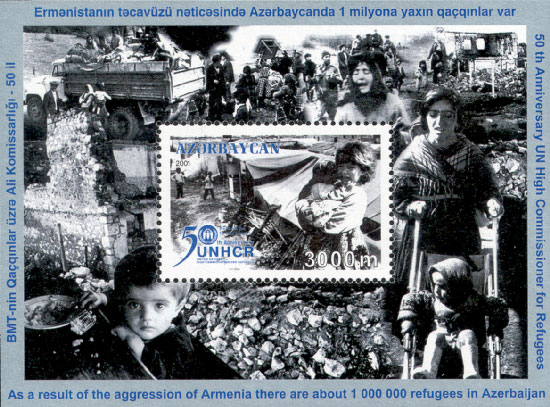
Почтовый блок Азербайджана (2001), на котором изображены азербайджанские беженцы в ходе Карабахского конфликта, на фоне палаточных городков

Резолюция 48114 Генеральной Ассамблеи ООН (Резолюция 48/114) под заголовком «Чрезвычайная международная помощь беженцам и перемещенным лицам в Азербайджане» была принята без голосования 20 декабря 1993 года на 85 Пленарном заседании 48 Сессии Генеральной Ассамблеей ООН.
В резолюции отмечается с беспокойством, что гуманитарная ситуация в Азербайджане продолжает серьёзно ухудшаться и что число беженцев и перемещенных лиц в Азербайджане превысило один миллион. Резолюция настоятельно призывает все государства, организации и программы ООН оказывать надлежащую и достаточную финансовую, медицинскую и материальную помощь азербайджанским беженцам и перемещенным лицам.

## Принятие резолюции
Резолюция № 48/114 Генеральной Ассамблеи ООН под названием: «Чрезвычайная международная помощь беженцам и перемещенным лицам в Азербайджане» стала пятой по счету резолюцией ООН, принятой со времени начала армяно-азербайджанского Нагорно-Карабахского конфликта.
На 34-м заседании третьего комитета ГА ООН (Комитет по социальным, гуманитарным и культурным вопросам) 16 ноября 1993 года представитель Азербайджана от имени Афганистана, Азербайджана, Бангладеш, Боснии и Герцеговины, Коста Рики, Кубы, Египта, Ирана, Иордании, Кувейта, Кыргызстана, Малайзии, Марокко, Пакистана, Саудовской Аравии, Сьерра-Леоне, Таджикистана, Турции и Йемена представил проект резолюции под названием "Чрезвычайная международная помощь беженцам и перемещенным лицам в Азербайджане.
На том же заседании Комитета представитель Армении предложил внести поправки в проект резолюции, состоящий из 14 пунктов. Однако после 6 дней, 22 ноября 1993 года, на 38-м заседании Председатель Комитета заявил, что Армения сняла свои поправки к проекту резолюции.
Проект резолюции «Чрезвычайная международная помощь беженцам и перемещенным лицам в Азербайджане», был представлен на 48-м пленарном заседании ГА ООН.
20 декабря 1993 года резолюция обсуждалась на пленарном заседании ГА ООН. Председатель 48-й сессии предложил принять резолюцию без голосования, и Комитет одобрил этот курс действий. Затем была принята резолюция 48/114, озаглавленная «Чрезвычайная международная помощь беженцам и перемещенным лицам в Азербайджане».
США, Россия и Франция проголосовали против принятия резолюции.

## Оценки
Управление Верховного комиссара ООН по делам беженцев на своём официальном сайте в списке Резолюций Генеральной Ассамблеи, имеющих непосредственное отношение к УВКБ, отмечает в том числе и Резолюцию 48114.

## Полный текст резолюции 48/114
Генеральная Ассамблея,
Ссылаясь на свои соответствующие резолюции о гуманитарной помощи беженцам и перемещенным лицам,
Рассмотрев доклад Верховного комиссара Организации Объединённых Наций по делам беженцев,
Выражая свою серьёзную обеспокоенность в связи с продолжающимся ухудшением гуманитарной ситуации в Азербайджане в связи с перемещением большого числа гражданских лиц,
Приветствуя усилия Временного управления Организации Объединённых Наций и Управления Верховного комиссара Организации Объединённых Наций по делам беженцев в Азербайджане по координации оценки потребностей и оказанию гуманитарной помощи,
Приветствуя также консолидированную межучрежденческую гуманитарную программу Организации Объединённых Наций для Азербайджана за период с 1 июля 1993 года по 31 марта 1994 года,
Выражая свою признательность государствам и межправительственным и неправительственным организациям, которые позитивно отреагировали и продолжают реагировать на гуманитарные потребности Азербайджана, а также Генеральному секретарю и органам Организации Объединённых Наций по мобилизации и координации оказания надлежащей гуманитарной помощи,
Выражая также свою признательность правительствам соседних государств, которые обеспечивают необходимую гуманитарную помощь, включая предоставление жилых и транзитных маршрутов через их территорию для перемещенных лиц из Азербайджана,
С тревогой отмечая, что гуманитарная ситуация в Азербайджане продолжает серьёзно ухудшаться после принятия программы в июне 1993 года и что число беженцев и перемещенных лиц в Азербайджане в последнее время превысило один миллион,
Сознавая, что беженцы и перемещенные лица находятся в опасной ситуации, сталкиваются с угрозой недоедания и болезней и что для обеспечения продовольствием, медицинской помощью и необходимого жилья на зиму необходима соответствующая внешняя помощь,
Будучи глубоко обеспокоена огромным бременем, которое массовое присутствие беженцев и перемещенных лиц оказало на инфраструктуру страны,
Подтверждая настоятельную необходимость продолжения международных действий по оказанию Азербайджану помощи в предоставлении жилья, медикаментов и продуктов питания беженцам и перемещенным лицам, особенно наиболее уязвимым группам,
с удовлетворением приветствует предпринимаемые Генеральным секретарем усилия по привлечению внимания международного сообщества к острым проблемам азербайджанских беженцев и перемещенных лиц и мобилизации помощи для них;
настоятельно призывает все государства, организации и программы Организации Объединённых Наций, специализированные учреждения и другие межправительственные и неправительственные организации оказывать адекватную и достаточную финансовую, медицинскую и материальную помощь азербайджанским беженцам и перемещенным лицам;
предлагает международным финансовым учреждениям и специализированным учреждениям, организациям и программам системы Организации Объединённых Наций, когда это целесообразно, привлекать особые потребности беженцев и перемещенных лиц Азербайджана к их соответствующим руководящим органам для их рассмотрения и представлять о решениях этих органов Генеральному секретарю;
предлагает Генеральному секретарю продолжать следить за общим положением беженцев и перемещенных лиц в Азербайджане и предоставлять по мере необходимости свои добрые услуги;
просит Верховного комиссара Организации Объединённых Наций по делам беженцев продолжать её усилия с соответствующими учреждениями Организации Объединённых Наций и межправительственными, правительственными и неправительственными организациями в целях укрепления и расширения основных услуг для беженцев и перемещенных лиц в Азербайджане;
просит Генерального секретаря представить Генеральной Ассамблее на её сорок девятой сессии доклад о прогрессе, достигнутом в осуществлении настоящей резолюции.
Принято без голосования на 85-м пленарном заседании Генеральной Ассамблеи Организации Объединённых Наций 20 декабря 1993 года.